# Simpang Rumbio
Simpang Rumbio is een bestuurslaag in het regentschap Solok van de provincie West-Sumatra, Indonesië. Simpang Rumbio telt 7076 inwoners (volkstelling 2010).